# Contea di Kewaunee
La contea di Kewaunee (in inglese, Kewaunee County) è una contea dello Stato del Wisconsin, negli Stati Uniti. La popolazione al censimento del 2000 era di 20 187 abitanti. Il capoluogo di contea è Kewaunee.